# Hugo Boumous
Hugo Boumous, né le 24 juillet 1995 à Rennes, est un footballeur professionnel franco-marocain qui joue en tant que milieu offensif pour le club de Mohun Bagan en Inde.
Élu meilleur joueur d'ISL en 2020, il est connu pour ses qualités de meneur de jeu et son jeu en déviation dos au but. Hugo Boumous est actuellement le meilleur passeur de l'histoire du championnat indien.

## Biographie

### Carrière en club

#### Formation et débuts
Né à Rennes, Hugo Boumous est formé au Stade lavallois et fait ses débuts avec la réserve en 2013 après avoir rejoint l'équipe des U17 trois ans plus tôt. En 2014 il est capitaine des U19 lavallois qui atteignent les demi-finales de la Coupe Gambardella, emmenés par les futurs internationaux Nordi Mukiele et Serhou Guirassy.
Il fait partie du groupe professionnel à quatre reprises en novembre 2014, et marque en Coupe de France pour son premier match en équipe première. Le 22 mai 2015, il joue son premier match en Ligue 2, marquant un but lors d'une victoire 3-0 contre les Charmois niortais. Quelques jours plus tard, il signe son premier contrat professionnel avec son club formateur.
Non conservé par le Stade lavallois en 2016, il participe au stage estival de l'UNFP destiné aux joueurs sans contrat. Le 20 juillet 2016, il rejoint le club marocain de Botola du Moghreb de Tétouan, où il signe un contrat de trois ans.

#### Indian Super League
Le 2 février 2018, il change de club et de pays et rejoint la franchise d'Indian Super League de Goa en remplacement de Manuel Arana. Il retrouve Sergio Lobera, qui fut son entraîneur au Moghreb de Tétouan. Deux jours plus tard, il fait ses débuts lors d'un match nul 2-2 contre le NorthEast United FC. Le 22 février, il marque son premier but lors d'un match nul 1-1 contre les Delhi Dynamos. Plus jeune joueur étranger en 2019-20, il remporte le prix de meilleur joueur d'ISL, quatre ans après son compatriote Florent Malouda.
Le 17 octobre 2020, Boumous signe pour Mumbai City un contrat de deux ans, avec une indemnité de transfert de 200 000 dollars, la plus élevée jusqu'alors en ISL. En mars 2021 il remporte le titre de champion.
Le 8 juillet 2021, Boumous signe pour l'ATK Mohun Bagan pour un contrat de cinq ans avec une indemnité de transfert record de 280 000 dollars, battant le record qu'il avait établi la saison précédente. Il fait ses débuts avec Mohun Bagan lors de l'ouverture de la saison 2021-22 contre les Kerala Blasters le 19 novembre, match au cours duquel il marque deux buts lors d'une victoire 4-2. Son début de saison 2022-2023 est d'excellente facture : en décembre il figure parmi les favoris pour le trophée de meilleur joueur de la saison. Le 18 mars 2023, il remporte l'Indian Super League pour la deuxième fois de sa carrière.
Avec 33 passes décisives (au 24 février 2023), il est le meilleur passeur de l'histoire du championnat indien.

### Parcours international
En mars 2011, il est retenu en équipe de France U16 pour un stage de détection à Clairefontaine.
En mai 2016, Boumous est appelé par Hervé Renard en équipe des moins de 23 ans du Maroc pour un match amical contre le Cameroun. Cependant, il est exclu de l'équipe par le directeur technique après qu'une vidéo le montrant fumant la chicha ait fait surface sur les réseaux sociaux.

## Style de jeu
Goal.com décrit Boumous comme un joueur qui « récupère souvent le ballon au milieu du terrain et parfois encore plus en amont... Il peut tenir le ballon et réaliser des percées au milieu, ce qui fait de lui un joueur excitant à regarder».

## Palmarès
- Indian Super League : champion (2021, 2023), vice-champion (2019).
- Supercoupe d'Inde : vainqueur (2019).
- Duran Cup: Vainqueur (2024)
- Vainqueur Saison régulière d'Indian SuperLeague en 2020, 2021 et 2024